# コーディ・ホール
コーディ・ホール（Cody Taylor Hall、1991年5月31日 - ）は、アメリカ合衆国のプロレスラー。フロリダ州オーランド出身。
父はWWFでレイザー・ラモンのリングネームで活躍し、WCWにてnWoの一員として一世を風靡したスコット・ホール。

## 来歴
波乱万丈なレスラー人生を過ごしてきた父であるスコットの背中を見て育ち、プロレスラーになることを決意。学校卒業後、アメリカ合衆国空軍に入隊し、コロラド州のバックリー空軍基地に駐屯する第460空軍警備大隊で勤務した。
2011年、フロリダ州オーランドを拠点とするアイ・ビリーブ・イン・レスリング（I Believe in Wrestling）が主宰するチーム・ビジョン・ドージョーにてトレーニングを開始。トレーナーに就いたスコットと二人三脚で励む。7月16日、I Believe in WrestlingのBELIEVE 31にてスコットと共に女子レスラーのサンタナ・ギャレットのセコンドとして登場。親子共演を果たした。試合途中で介入し、サンタナの相手であるエイデン・アルテアにレイザーズ・エッジを決め、サンタナの勝利に貢献。
2012年7月14日、BPW（Belleview Pro Wrestling）にてプロレスラーデビューを果たす。ジョシュ・ヘスと対戦。最後にレイザーズ・エッジを決めてデビュー初勝利を飾った。9月8日、アルバ・シント・ニコラスにて行われた、スコットの盟友であるケビン・ナッシュが主宰するBBOW（Bad Boys of Wrestling Federation）に参戦。チェイスン・ランスと対戦。勝利。
2013年6月23日、ジョージア州コーネリアを拠点とするAW（Anarchy Wrestling）に参戦。マイク・ポージーと対戦。勝利。9月21日、ニューヨーク州コーンウォール＝オン＝ハドソンを拠点とするNEW（Northeast Wrestling）のWrestling Under The Stars IIに参戦。ケビン・ナッシュと組みエル・ディアブロ & オーマン・トートゥーガと対戦して勝利。10月19日、カナダ・オンタリオ州を拠点とするBCW（Border City Wrestling）の20th Anniversary Showに参戦。スコットをセコンドに従えてコーディ・ディーナー & フィル・アトラスと組んでシンジケート（ジョン・ボレン & タイソン・デュークス & スコット・デモア）と対戦。終盤にスコットのアシストを受けてデモアにレイザーズ・エッジを決めると最後にアトラスがスーパーキックに繋げて勝利した。
2014年5月31日、ペンシルベニア州ヘイズルトンを拠点とするWXW（World Xtreme Wrestling）のC4にて、Xパックと組みソンズ・オブ・サモア（アファ・ジュニア & LAスムーズ）と対戦して勝利。11月、心身共に鍛える為に初来日を果たし、スコットが参戦した経験がある新日本プロレスでトレーニングに励んだ。
2015年1月1日、新日本プロレスの練習生として参加。同日5日、NEW YEAR DASH !!にてBULLET CLUBの一員として登場。カール・アンダーソンよりスコット・ホールの息子と紹介されるが、ヤングボーイと揶揄され、サポートメンバーという格付けにされた。2月2日、Road to THE NEW BEGINNINGにて10人タッグマッチに出場。最後に棚橋弘至のハイフライフローを喰らい敗戦。4月29日、レスリング火の国にて高橋裕二郎と組み小島聡 & キャプテン・ニュージャパンと対戦。小島に対してサイドバスター、ラリアットなどを決め、終盤には場外へと追い出されるが、最後は裕二郎がキャプテンに東京ピンプスを決めて勝利。
2016年4月10日、INVASION ATTACK 2016にてケニー・オメガ & マット・ジャクソン & ニック・ジャクソンのセコンドとして登場。場外での乱闘中にニックのスワントーンボムを受けた際に首を負傷。長期欠場となった。
2017年2月17日、イングランド・ノーフォークを拠点とするWAW（World Association of Wrestling）のSupershow Bostonに参戦。バッシュと対戦して勝利。3月27日、プロレスリング・ノアのグローバル・タッグリーグ戦にランディ・レインと組んでエントリーしたことが発表される。以降、2019年2月までノアにレギュラー参戦した。
2019年8月25日に行われたDDTプロレスリング後楽園ホール大会に来場し、9月1日の大阪大会に出場することが発表された。以後、DDTプロレスリングに定期参戦。
2020年2月、Twitter上で日本人女性に対し人種差別的な発言を行い、2月10日以降の出場辞退及び、いつでもどこでも挑戦権を返上することがDDTプロレスリングから発表された。

## 得意技

### フィニッシュ・ホールド

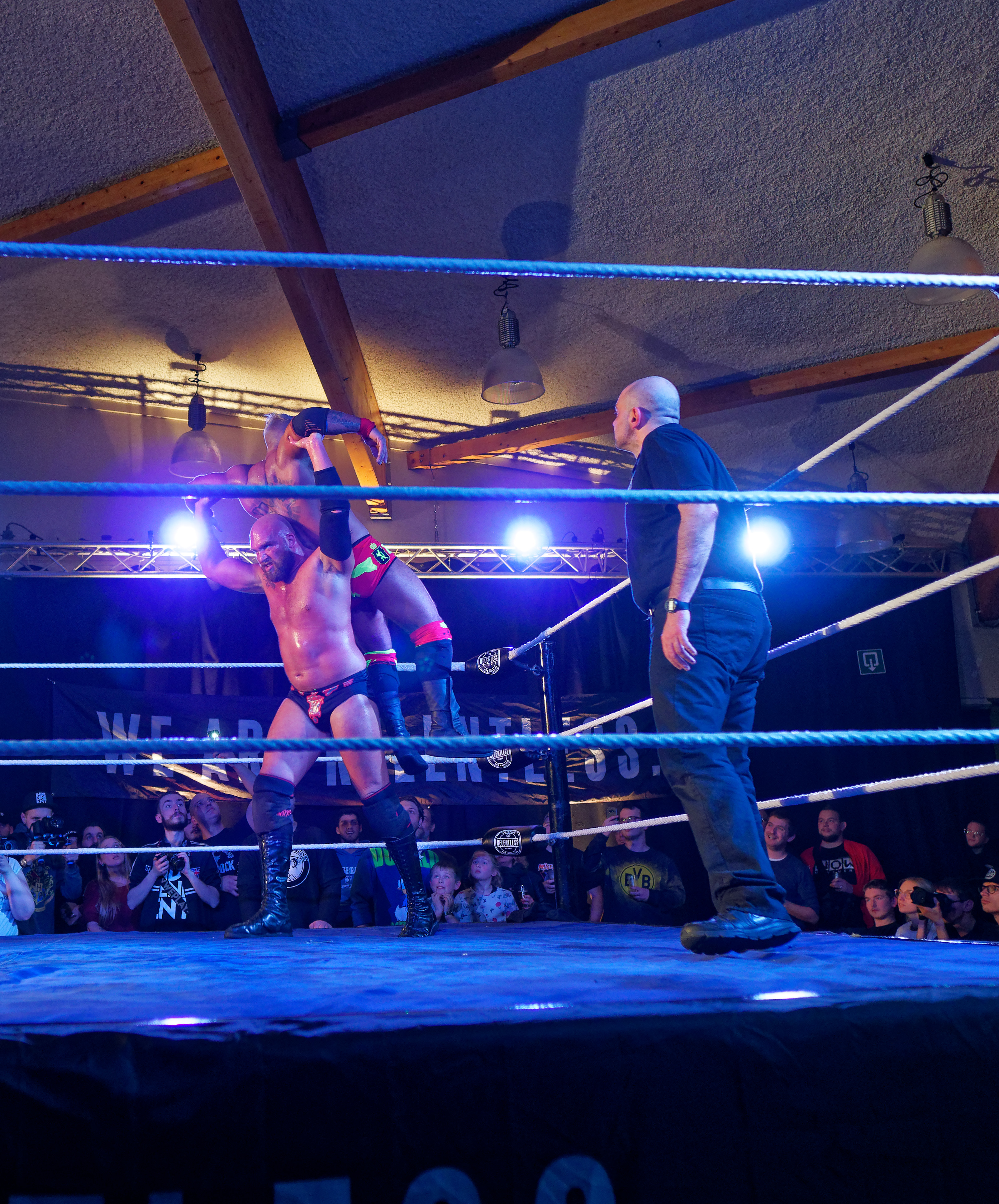
レイザーズ・エッジ
父であるスコット・ホールのフィニッシャーと知られる。ハイジャック・バックブリーカーの体勢で頭の上まで相手を担ぎ上げ、前方に投げ捨てるタイプのパワーボム。

### 打撃技
エルボー
エルボー・スタンプ
バック・ハンド・チョップ
ナックルパート
ラリアット
自分の身体を相手に圧し掛かるように打ち込むのが特徴。
ローリング・ラリアット
その場で後ろ回りに旋回してから繰り出すショートレンジ・ラリアット。
ビッグ・ブーツ

### 投げ技
スープレックス
スーパープレックス
ベリー・トゥー・バック・スープレックス
抱え上げ式バックドロップを使用。
フォール・アウェイ・スラム
シットダウン・サイド・チョークスラム
チョークスラムの体勢で相手を抱え上げたあと体を軽くジャンプさせつつ両足を前に投げ出して尻餅をつく形で着地すると同時に相手の背中を自分の右サイドへと叩きつける。
チョークスラム

## 獲得タイトル
SOW
- SOW王座 : 1回

## その他
- 2011年、ESPNにて放送されたE60にスコットがレスラーとして、そして薬物依存症に陥ってからの人生を特集された際に出演。プロレスラーとして歩んでいくきっかけになったことをインタビューで答えている[17]。